# Nordischer Ministerrat
Der Nordische Ministerrat, 1971 gegründet, mit Sitz in Kopenhagen, ist ein intergouvernementales Forum für die nordisch-staatliche Zusammenarbeit.
Der Nordische Ministerrat ist Mitglied der AGEG mit Beobachterstatus seit den 1980er Jahren.
Das interparlamentarische Forum ist der Nordische Rat. Zusammen mit diesem bildet er das System der Nordischen Zusammenarbeit.

## Mitglieder

Mitgliedsländer

Die fünf Mitgliedstaaten mit den drei autonomen Regionen sind:
| Land     | Parlament    | Staatsform                             |
| -------- | ------------ | -------------------------------------- |
| Dänemark | Folketing    | Unabhängiger Staat                     |
| Finnland | Eduskunta    | Unabhängiger Staat                     |
| Island   | Althing      | Unabhängiger Staat                     |
| Norwegen | Storting     | Unabhängiger Staat                     |
| Schweden | Riksdagen    | Unabhängiger Staat                     |
| Åland    | Lagting      | Autonome Provinz von Finnland          |
| Färöer   | Løgting      | Autonome Region im Königreich Dänemark |
| Grönland | Inatsisartut | Autonome Region im Königreich Dänemark |

## Organe und Einrichtungen
Die Tätigkeiten des Ministerrats werden von den nordischen Ministern für Zusammenarbeit koordiniert. Das sind in der Regel Mitleiter der Außenministerien wie im Fall des Udenrigsministeriet.
Organe des Ministerrates sind der zweimonatlich tagende Rat der Minister für Nordische Zusammenarbeit, dessen einstimmig gefasste Beschlüsse für die Regierungen bindend sind.
Zum Ministerrat gehören ständige Ausschüsse sowie Sonderräte (zum Beispiel für Sozial- und Kulturpolitik), die aus den entsprechenden Ressortministern zusammengesetzt sind.
Der Ministerrat besteht aus mehreren einzelnen Ministerräten. Der Nordische Ministerrat unterhält ein Sekretariat in Kopenhagen im Nordens Hus, Ved Stranden 18.
Zu den Einrichtungen des Ministerrates gehören unter anderem der Nordische Industriefonds, der 1989 errichtete Umweltfonds für osteuropäische Länder und die 1976 gegründete Nordische Investitionsbank mit Sitz in Helsinki.

## Aufgaben, Finanzen
Der Ministerrat ist für die Regionalpolitik und grenzübergreifende Zusammenarbeit verantwortlich. Als Teil seiner Regionalpolitik bietet der Nordische Ministerrat Unterstützung für die neun skandinavischen grenzübergreifenden Regionen. Der Ausschuss der höheren Beamten für die nordische Regionalpolitik hat die grenzübergreifende Regionalpolitik seit den 1990er Jahren intensiviert. Der Nordische Ministerrat befasste sich zwischen 1999 und 2002 intensiv mit Grenzproblemen und präsentierte mögliche Lösungen für die skandinavischen Regierungen.
Der Ministerrat erhält vom Nordischen Rat ausgearbeitete Gesetzesentwürfe zur Rechtsangleichung und Harmonisierung der nordischen Gesetzgebung. Dieser entscheidet dann darüber. Die nationalen Regierungen haben zwar keine Verpflichtung zur Umsetzung der Vorgaben, doch wurde insgesamt eine hohe Harmonisierung der skandinavischen Gesetzgebung erreicht.
Die Aktivitäten des Nordischen Ministerrates werden von den fünf nordischen Ländern co-finanziert. Der Beitrag jedes Landes wird durch einen Verteilungsplan bestimmt, welcher den Anteil des jeweiligen Landes an dem kollektiven Bruttosozialprodukt berücksichtigt. Das Gesamtbudget des Ministerrats betrug 2007 fast 110 Millionen Euro.

## Grenzregionen
- Skärgård Archipel,
- Øresund,
- Kvarken Nordkalotten,
- ARKO,
- Østfold-Bohuslän/Dalsland,
- Mid Nordic,
- Nordic Atlantic,
- North Calotte

## Ziele
Das übergeordnete Ziel des Nordischen Ministerrats ist es, Probleme an einer oder mehreren nationalen Grenzen innerhalb einer Region zu verringern. Dafür sind Projektmittelförderungen vorgesehen. Seit den späten 1970er Jahren erhielten mehrere nordische Grenzregionen Projektförderung vom Nordischen Ministerrat.
Seit 2002 unterstützt es die Entwicklung der grenzregionalen Netzwerkes in den baltischen Staaten und Nordwestrussland.

## Nordic Freedom of Movement Forum
2007 wurde das Nordic Freedom of Movement Forum eingerichtet. Das Forum legt jährlich Berichte zur Förderung grenzübergreifender Bewegungsfreiheit den nordischen Ministerpräsidenten vor. Das Themenspektrum bezieht Steuer- und Sozialsysteme, Renten, Qualifikationen, Telefonkosten, Regeln für pensionsfähiges Einkommen ein. Das Sekretariat des Forums ist in den Büros des Nordischen Ministerrats in Kopenhagen angesiedelt.

## E-Government
Der Nordische Ministerrat betreibt einen Informationsservice, „Hallo Norden“, der umfassende Informationen über Krankenversicherung, Renten-, Steuer-, Arbeitslosengeld und Stipendien für Bildungs- und Beschäftigungsmöglichkeiten enthält. (www.hallonorden.org) Ein Portal zu Steuern in den nordischen Ländern ist (www.nordsiketax.net). Im Jahr 1997 gründete der Nordische Ministerrat „Nordregio“, ein europäisches Zentrum für Forschung, Bildung und Dokumentation zur Raumentwicklung. (www.nordregio.se)